# Gråvitt klippfly
Gråvitt klippfly, Antitype chi, är en fjärilsart som beskrevs av Carl von Linné 1758.  Gråvitt klippfly ingår i släktet Antitype, och familjen nattflyn, Noctuidae. Arten är reproducerande i både Sverige och Finland och populationerna är bedömda som livskraftiga, LC. En underart finns listad i Catalogue of Life, Antitype chi subcaerulea Graeser, 1889

## Bildgalleri

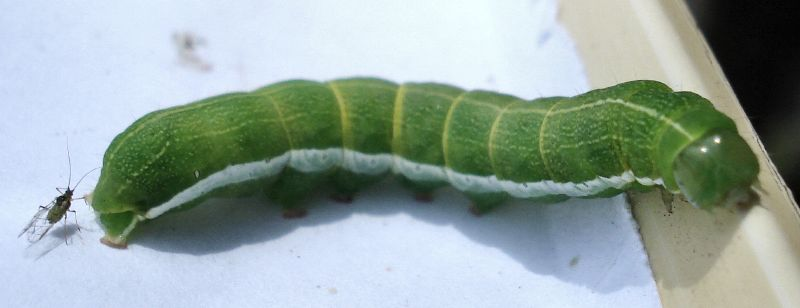
Fjärilens Larv
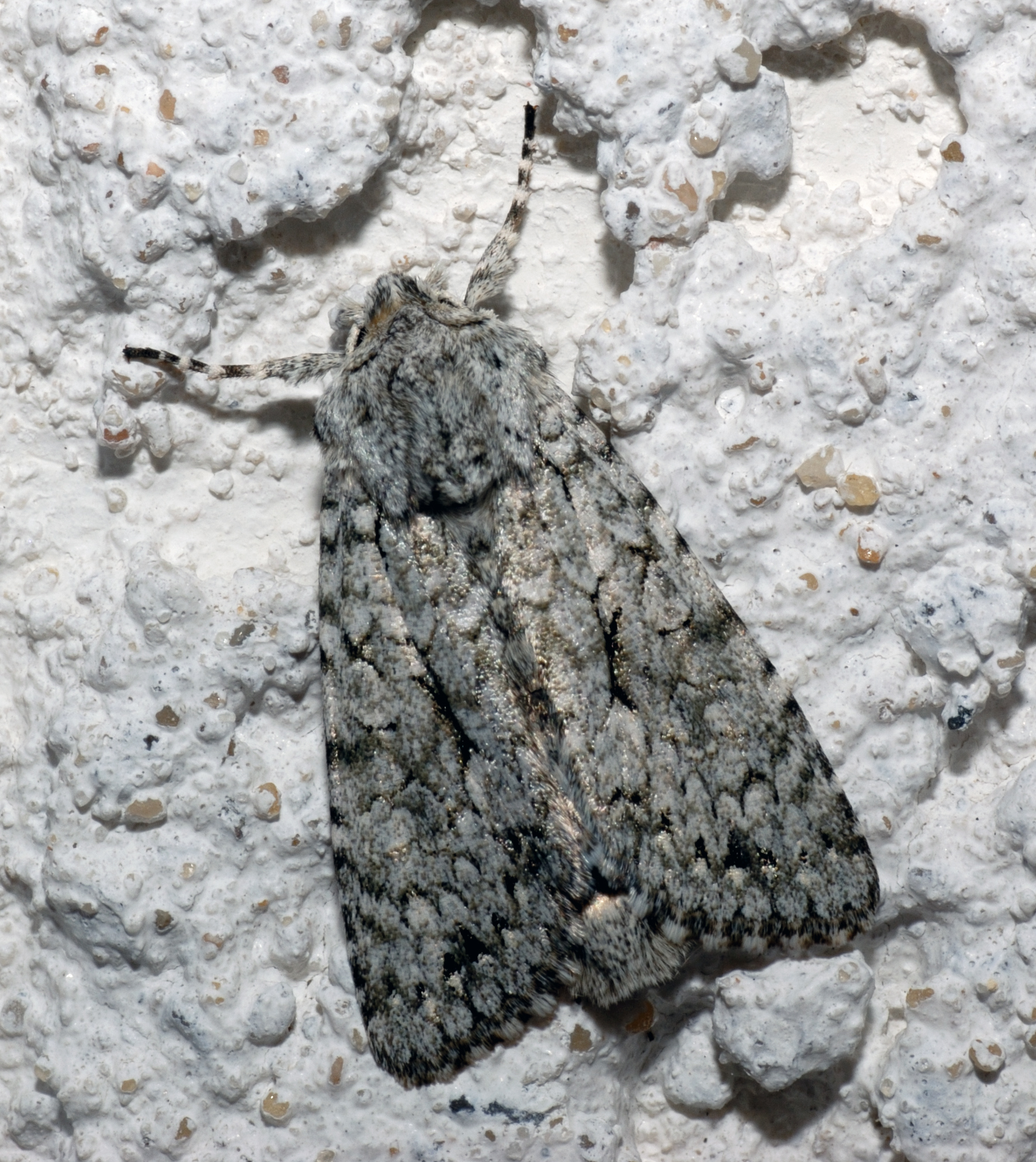
Imago fjäril
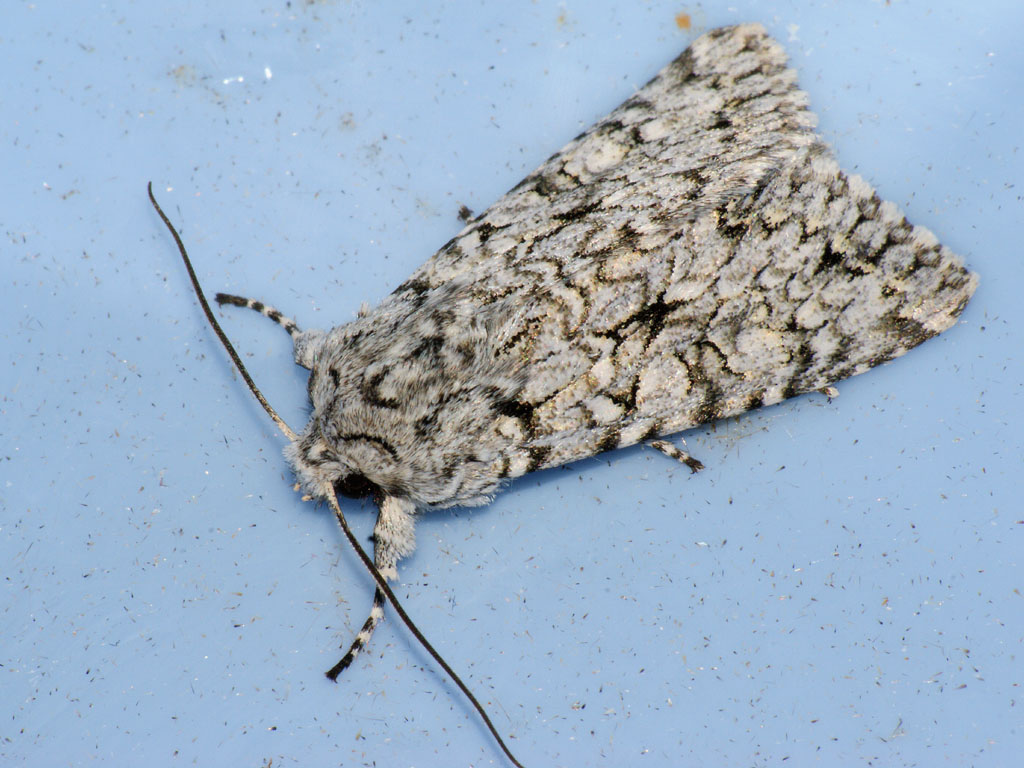
Imago fjäril

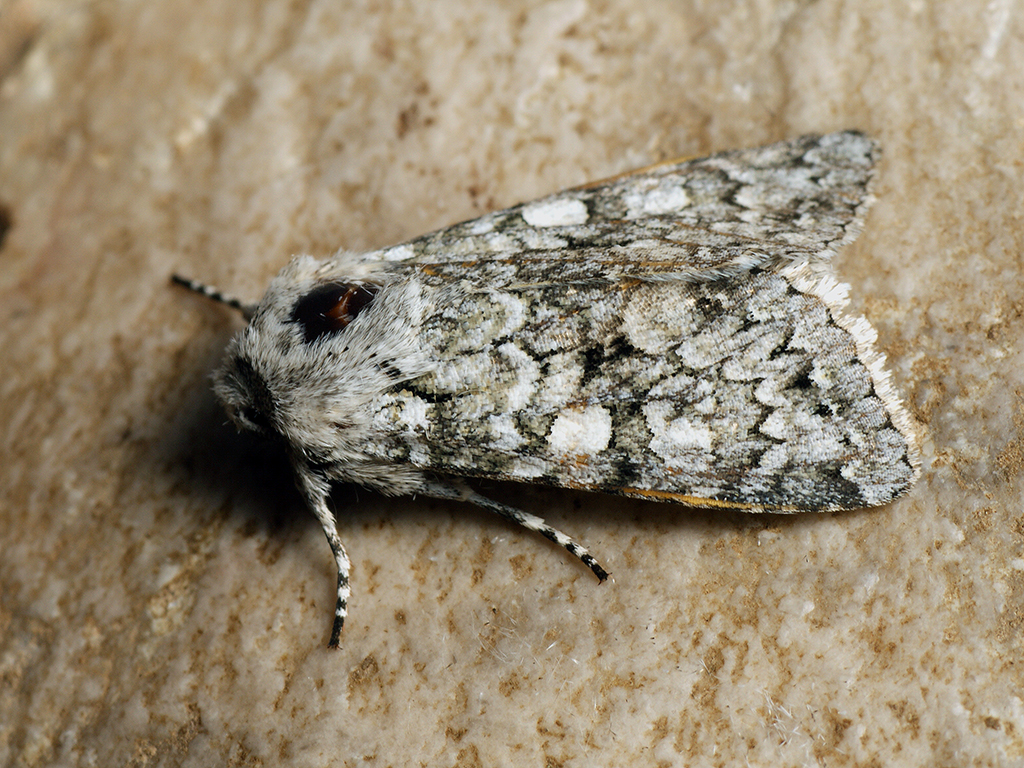
Imago fjäril
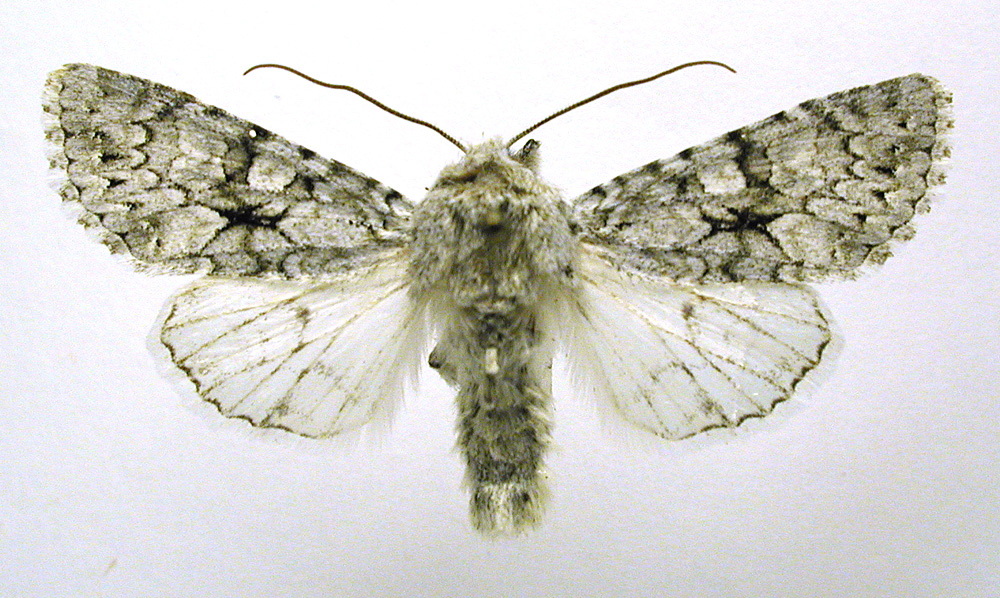
Preparerad (uppnålad) imago fjäril